# Vyönijärvi
Het Vyönijärvi is een meer in Zweden, in de  gemeente Övertorneå. Het water in het meer komt uit diverse beken, waarvan de Järvenpäänoja en Jokiniemenoja de grootste zijn, en stroomt door de Vyönioja verder. Er ligt het gehucht Vyöni op de oostoever.
meer Vyönijärvi → Vyönioja → Juovoja → Torne → Botnische Golf